# Ryūdo Uzaki
Ryūdo Uzaki (宇崎 竜童 Uzaki Ryūdō?, nacido en 1946 en Kioto)

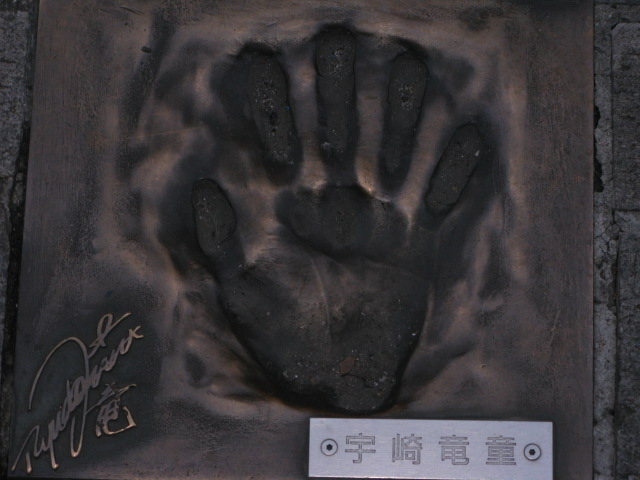

es un músico, compositor y actor japonés.

## Carrera y vida personal
Su grupo, Down Town Boogie-Woogie Band, fue una de las bandas de música rock japonesa más destacadas de los años 70. También compuso muchas de las canciones de Momoe Yamaguchi con Yoko Aki. 
Está casado con la letrista y actriz Yoko Aki.

## Discografía

### Down Town Boogie-Woogie Band
| Título                             | Fecha | Notas |
| Minato No Yoko, Yokohama, Yokosuka |       |       |
| Namida No Secret Love              |       |       |
| Mi Mo Kokoro Mo                    |       |       |

### Compositor
| Artista         | Título                      | Fecha                 | Notas |
| --------------- | --------------------------- | --------------------- | --- |
| Momoe Yamaguchi | "Yokosuka Story"            | 1977                  | |
| Momoe Yamaguchi | "Rock'n'roll Widow"         | 1979                  | |
| Momoe Yamaguchi | "Imitation Gold"            |                       | |
| Momoe Yamaguchi | "Manjushaka"                |                       | |
| °C-ute          | "Edo no Temari Uta II "     | 30 de julio de 2008   | Cute ganó un Premio de Oro y fue nominado para el Premio Principal de Japón (Gran Premio) con la canción |
| Hiroshi Itsuki  | "Edo no Temari Uta"         | 22 de octubre de 2008 | |
| Jero            | "Umiyuki"                   | 2008                  | |
| Meiko Kaji      | "Aitsu no Sukiso na Burusu" | 2011                  | |

## Filmografía incompleta
| Título                                             | Papel           | Fecha | Notas                                                         |
| -------------------------------------------------- | --------------- | ----- | ------------------------------------------------------------- |
| Torakku Yarō: go-iken muyō                         |                 | 1975  |                                                               |
| Sonezaki Shinjū                                    | Tokubei         | 1978  | Protagonizada con Meiko Kaji                                  |
| Sengoku jieitai                                    |                 | 1979  |                                                               |
| Eki                                                | Yukio Kinoshita | 1981  |                                                               |
| Tattoo Ari                                         | Akio Takeda     | 1982  | Ganó al Mejor Actor en el cuarto Festival de Cine de Yokohama |
| Godzilla, Mothra, King Ghidorah: Daikaijū Sōkōgeki | Taizo Tachibana | 2001  |                                                               |
| Pecoross no Haha ni Ai ni Iku                      |                 | 2013  |                                                               |
| Hamon                                              | Takizawa        | 2017  |                                                               |
| Naminori Office e Yōkoso                           |                 | 2019  |                                                               |